# Пестревень
Пестревень, Пестревені (рум. Păstrăveni) — село у повіті Нямц в Румунії. Адміністративний центр комуни Пестревень.
Село розташоване на відстані 304 км на північ від Бухареста, 29 км на північний схід від П'ятра-Нямца, 77 км на захід від Ясс.

## Населення
За даними перепису населення 2002 року у селі проживали 1845 осіб. Рідною мовою 1843 особи (99,9%) назвали румунську.
Національний склад населення села:
| Національність | Кількість осіб | Відсоток |
| -------------- | -------------- | -------- |
| румуни         | 1827           | 99,0%    |
| цигани         | 17             | 0,9%     |